# Eleanor Roosevelt

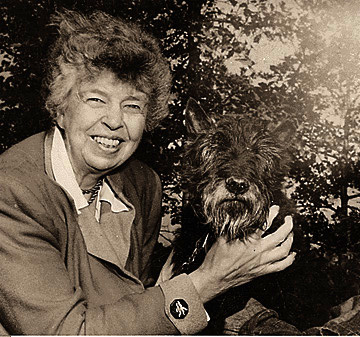
Eleanor Roosevelt

Anna Eleanor Roosevelt (n. 11 octombrie 1884 - d. 7 noiembrie 1962) a fost Prima Doamnă a Statelor Unite ale Americii, soția Președintelui Statelor Unite ale Americii Franklin Delano Roosevelt, diplomată și activistă pentru drepturile omului, una dintre femeile cele mai influente ale secolului al XX-lea. De asemenea a fost americanca ce a ocupat cel mai mult timp postul de Primă Doamnă. De-a lungul perioadei posterioare Marii Crize din 1929 a călătorit de-a lungul Statelor Unite ale Americii, promovând politica New Deal și a vizitat trupele armate pe fronturile din cel de-al doilea război mondial.
A participat la formarea a numeroase instituții, cele mai notabile fiind Organizația Națiunilor Unite și Freedom House. A prezidat comitetul ce a aprobat Declarația universală pentru drepturile omului. Președintele Harry Truman o considera Prima Doamnă a Lumii în onoarea amplelor sale călătorii pentru a promova Drepturile Omului.
Fiica cea mai mare a lui Elliot și Ana Hall Roosevelt și nepoata favorită a lui Theodore Roosevelt, s-a căsătorit în 1905 cu vărul său Franklin Delano Roosevelt, văr de gradul 5. 

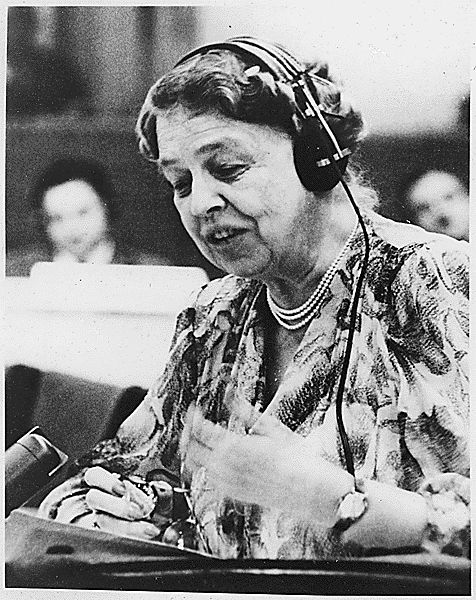
Eleanor Roosevelt în 1947

În 1939 a organizat un concert în aer liber în Lincoln Memorial pentru cântăreața de culoare Marian Anderson, căreia îi fusese refuzat un recital de către Constitution Hall, concert ce a avut o audiență de peste 75.000 de spectatori și radio-ascultători din toată țara. 
În altă ordine de idei, căsătoria sa nu a fost pentru ea un obstacol pentru a se opune deciziei soțului său de a semna ordinul executiv 9066, ordin ce îi trimitea pe front pe toți cei ce aveau străbuni ce aparțineau grupurilor etnice dușmane (aproximativ 110.000 de japonezi, italieni și germani), privându-i de libertate, transport, apă, mâncare, îmbrăcăminte etc.
De-a lungul celui de-al doilea război mondial, Eleanor Roosevelt a participat la formularea Declarației Universale ale drepturilor omului a Națiunilor Unite, referindu-se la aceasta ca "Scrisoarea Magna a Umanității".
A continuat să participe activ la viața politică din țara sa până la moartea sa în 1962. 